# Kerstin Szymkowiak
Kerstin Szymkowiak geborene Jürgens (* 19. Dezember 1977 in Siegen) ist eine ehemalige deutsche Skeletonfahrerin, die in Arth im Kanton Schwyz in der Schweiz lebt.

## Werdegang
Kerstin Szymkowiak stammt aus der Ortschaft Marmecke in der Gemeinde Kirchhundem. Durch den Vater, der Leichtathletiktrainer des TV Kirchhundem war, wurde sie bereits als Kind sportlich gefördert. Nach dem Besuch des Gymnasiums „Maria Königin“ in Lennestadt, den sie mit ihrem Abitur abschloss, ging sie zu einem zehnmonatigen Au-pair-Aufenthalt nach Marseille. Dort hatte sie die Möglichkeit, bei Olympique Marseille zu trainieren. Dem Auslandsaufenthalt schloss sich ein Studium der Sportwissenschaft an der Universität Paderborn an.
Sie versuchte sich zuerst als Speerwerferin, verpasste aber die Qualifikation zu den Olympischen Sommerspielen. Sie bekam Kontakte zum Bobsport, wo sie 2002 Anschieberin für die Bobpilotin Sandra Kiriasis war, sich aber nicht für die Olympischen Spiele in Salt Lake City qualifizieren konnte, und wechselte schließlich zum Skeleton. Vom Studienort Paderborn wechselte sie nach Mainz.
Szymkowiak fuhr von 2002 bis 2004 für den WSV Königssee und startete seit 2004 für die RSG Hochsauerland, wo sie seit 2010 Ehrenmitglied ist. Zu ihren größten Erfolgen zählen die drei Bronzemedaillen bei den Weltmeisterschaften 2004 in Königssee, 2008 in Altenberg und 2009 in Lake Placid, der Gewinn der Europameisterschaft 2005 sowie neben vier weiteren Weltcup-Siegen die drei Weltcup-Siege in Folge in Cesana (Italien) 2005, 2007 und 2008, wobei sie 2005 und 2007 jeweils Bahnrekorde fuhr. Auf dieser Bahn galt sie für die Olympischen Spiele 2006 als Medaillen-Kandidatin, wurde aber nach einem Zickzackkurs des Verbandes und des nationalen Olympischen Komitees nicht nominiert.
Am 19. Februar 2010 gewann Szymkowiak bei den Olympischen Winterspielen 2010 in Vancouver die Silbermedaille. Für diesen Erfolg erhielt sie 2010 von Bundespräsident Köhler das Silberne Lorbeerblatt.
Am 21. Februar 2010 erklärte Szymkowiak aus privaten und gesundheitlichen Gründen – sie hat Arthrose in den Knien – ihren Rücktritt vom Leistungssport.
Sie ist seit 2008 mit Philippe Szymkowiak, dem Masseur der Schweizer Bobmannschaften Annenbob und Beat Hefti, standesamtlich verheiratet. Im August 2010 beendete sie ihr Studium zur Diplom-Sportwissenschaftlerin. Im September 2010 brachte Szymkowiak eine Tochter zur Welt.
Mit einer Olympia-, drei Weltmeisterschafts- und vier Europameisterschafts-Medaillen zählte sie neben Maya Pedersen bis 2010 zu den erfolgreichsten Skeleton-Fahrerinnen der Welt.

## Erfolge im Skeleton
- 2002 Europacup-Sieg in Winterberg
- 2003 Deutsche Vizemeisterin, 10. Platz Weltmeisterschaften in Nagano (Japan)
- 2004 Deutsche Meisterin, Weltcupsiege in Sigulda (Lettland) und in Altenberg, Vize-Europameisterin, 3. Weltmeisterschaftsplatz, 4. Platz Gesamtweltcup 03 / 04
- 2005 Deutsche Vizemeisterin, Europameisterin, 4. Weltmeisterschaftsplatz, Weltcupsieg Cesana (Italien), 3. Platz Gesamtweltcup 04 / 05
- 2006 Deutsche Meisterin, 6. Platz Gesamtweltcup 05 / 06
- 2007 Deutsche Vizemeisterin, Weltcupsieg in Cesana (Italien), 6. Platz Gesamtweltcup 06 / 07
- 2008 Deutsche Vizemeisterin, Weltcupsieg in Cesana, 3. Europameisterschaftsplatz in Cesana, 3. Weltmeisterschaftsplatz in Altenberg
- 2009 3. Weltmeisterschaftsplatz in Lake Placid
- 2010 Silber bei den Olympischen Spielen in Vancouver, Vize-Europameisterin in Innsbruck, Weltcupsiege in Winterberg und Altenberg, 3. Platz Gesamtweltcup 09 / 10